# 水酸化物イオン
水酸化物イオン（すいさんかぶつイオン、英: hydroxide ion）とは、化学式が OH− と表される陰イオンのこと。水の共役塩基にあたり、水 (H2O) や水酸化物が電離すると生じる。かつては水酸イオンと呼ばれた。
金属イオンなどのさまざまな陽イオンと塩をつくり、水酸化物を与える。水酸化物には、水酸化ナトリウム (NaOH) など塩基性（アルカリ性）を示すものが多い。水酸化物イオンの中で、水素と酸素は共有結合でつながっている。一方、アルコールやフェノールなどの有機化合物が持つ OH 構造はヒドロキシ基と呼ばれ、通常、陰イオンとしては遊離しない。

## 性質
Oは配位原子としては硬いLewis塩基なので、硬いLewis酸と親和性が高い。

## イオン積との関係
水のイオン積 {\displaystyle K_{\mathrm {W} }} は
{\displaystyle K_{\mathrm {W} }=[\mathrm {H} ^{+}][\mathrm {OH} ^{-}]}（ただし [A] は A のモル濃度）
と表され、25 °C、1気圧においてその値は1×10−14 (mol/L)2である。すなわち、pH と pOH との関係は pOH = 14 − pH となる。同条件において、純粋な水はわずかに電離して10−7 mol/Lの水酸化物イオンと水素イオン（プロトン、H+）を発生させる。
水酸化物イオンが水素イオンよりも多く存在する水溶液は塩基性であるという。

## 水酸化物イオンの化合物
- 水酸化ナトリウム (NaOH)
- 水酸化カリウム (KOH)
- 水酸化カルシウム (Ca(OH)2)
- 水酸化バリウム (Ba(OH)2)

## 水中で水酸化物イオンを発生させる物質
水素化ナトリウム(NaOH)
LDA(ジイソプロピルリチウムアミン((CH3)2)NLi)